# Carrie Henn
Caroline Marie Henn, nota come Carrie Henn (Panama City, 7 maggio 1976), è un'attrice statunitense.

## Biografia
Figlia di un ufficiale dell'esercito degli Stati Uniti, Christopher Henn, all'età di 10 anni ha esordito come attrice bambina nel film Aliens - Scontro finale nel ruolo di Newt, la ragazzina sotto la protezione della protagonista Ellen Ripley (ruolo interpretato da Sigourney Weaver con la quale ha mantenuto negli anni un rapporto epistolare). Secondo il direttore del casting, il suo personaggio fu il più difficile per quanto riguardasse la scelta dell'attore: diversi scolari delle elementari parteciparono alle audizioni, ma molti di loro avevano già partecipato a spot pubblicitari ed erano soliti sorridere dopo aver recitato le loro battute. Ciò non andava incontro ai desideri della produzione che lo ritenevano inadatto all'atmosfera del film. Henn, il cui padre era dislocato in una base militare vicino al set del film, fu scelta fra 500 bambini anche se non aveva precedenti esperienze di recitazione.
Per quell'unica partecipazione, nel 1986 ha vinto il Saturn Award per la Miglior performance di un giovane attore e nello stesso anno, è stata nominata per lo Young Artist Awards per le prestazioni eccezionali da una giovane attrice, nel sostenere il ruolo in un film comico, fantasy o drammatico. Infine, nel 2003 ha ricevuto una nomination al DVD Exclusive Award per i suoi commenti nel cofanetto Alien - Quadrilogia.
Sarebbe dovuta tornare alla recitazione per il film Triborn, ma la Fox chiuse il progetto prima dell'inizio della produzione.

## Vita privata
Dopo Aliens non ha più recitato in film o serie televisive e fa l'insegnante. Dal 2 luglio 2005 è sposata con Nathan Kutcher, con cui ha avuto un figlio. 

## Filmografia
- Aliens - Scontro finale (Aliens), regia di James Cameron (1986)

## Riconoscimenti
- Saturn Award
  - 1986 – Miglior attore emergente per Aliens - Scontro finale

- Young Artist Award
  - 1986 – Candidatura per le prestazioni eccezionali da una giovane attrice, nel sostenere il ruolo in un film comico, fantasy o drammatico.

- DVD Exclusive Award
  - 2003 – Candidatura per i commenti nel cofanetto Alien – Quadrilogia